# Jiří Frejka

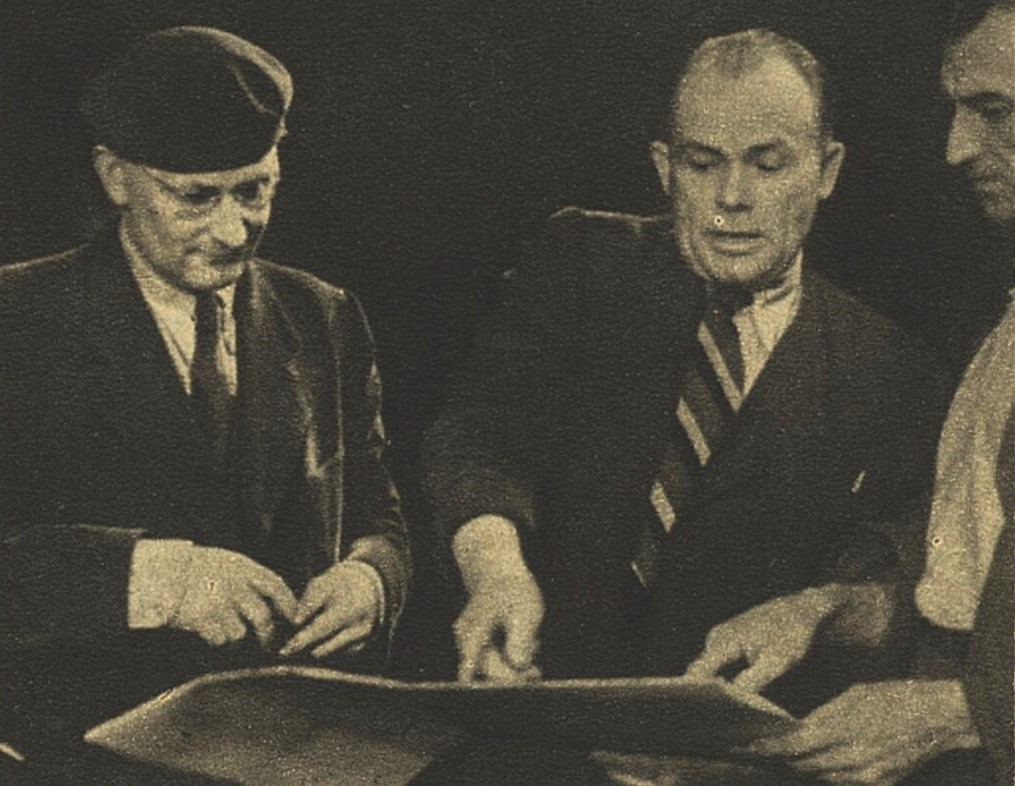
Jiří Frejka (vlevo) a František Tröster (Divadlo na Vinohradech 1948)

Jiří Frejka (6. dubna 1904 Útěchovice pod Stražištěm – 27. října 1952 Praha) byl český režisér, divadelní teoretik a pedagog, divadelní ředitel, jedna z nejvýznamnějších osobností české meziválečné divadelní avantgardy.

## Život a divadelní práce

### Rodina, divadelní začátky, Osvobozené divadlo (1904–1929)
Pocházel ze staré lesnické rodiny, jeho otec Josef Frejka byl lesním správcem v Útěchovicích (Outěchovice), matka Kateřina, rozená Hájková, pocházela z Červené Řečice. Jiří byl nejmladší ze šesti dětí. Dětství a dospívání v kultivované rodině uprostřed krásné přírody mělo vliv na jeho pozdější umělecké vnímání. Čtyři roky chodil do obecné školy, potom na gymnázium v Praze, kde vynikal v literatuře, filozofii, latině, řečtině a němčině. Začal se zajímat o divadlo, i když pro svou extrémně plachou a ostýchavou povahu nemohl vystoupit ve školních představeních jako herec. Sblížil se se skupinou posluchačů pražské konzervatoře a pro jejich veřejné vystoupení napsal v roce 1923 svou dramatickou prvotinu, antickou frašku Kithairon. Představení se konalo v Měšťanské besedě a hráli v něm mj. Václav Trégl, František Salzer, Nina Bártů, bratři Rádlové a Ella Posnerová.
Po maturitě na gymnáziu studoval na Filosofické fakultě UK historii, filozofii a estetiku. Vzdělání zakončil absolutoriem v říjnu 1929. Hlavním smyslem života však pro něho bylo divadlo. Při studiu pokračoval Frejka v divadelní činnosti a krátce navštěvoval dramatické oddělení pražské konzervatoře. Jeho formální studium konzervatoře mu umožnilo stát se členem žákovského spolku a usednout u režisérského stolku při mnoha představeních, pořádaných s oficiálním souhlasem ředitelství pod hlavičkou sdružení posluchačů konzervatoře, např. v Legií malých a na Scéně adeptů, kde se scházela skupina elévů činohry Národního divadla a posluchačů dramatického oddělení konzervatoře. Pod Frejkovým vedením pak nastudovali a uvedli mladí konzervatoristé v únoru 1925 ve vyšehradském divadle Na slupi úpravu hry George Dandin od Molièra, pod názvem Cirkus Dandin a několik dalších avantgardních nastudování různých her. Představení realizoval podle principů syntetického moderního divadla s uplatněním avantgardních prvků v pojetí herectví. Ke spolupráci si Frejka přizval Jarmilu Horákovou, Stanislava Neumanna, Míru Holzbachovou a další. Frejkův počin získal pozornost pražské veřejnosti, ale zejména tehdejších představitelů spolku Devětsil, především Vítězslava Nezvala a Jindřicha Honzla.
Snahou Jiřího Frejky bylo vytvořit na škole nezávislou pokusnou scénu, a proto soustředil kolem sebe neformální skupinu mladých divadelníků, kteří byli ochotni realizovat jeho umělecké záměry, specifickou formu múzického divadla. Tak vzniklo neprofesionální divadlo, které nejprve vystupovalo jako Divadlo mladých. V říjnu 1925 jej Frejka pokřtil na popud Karla Teiga podle názvu knihy ruského režiséra Alexandra Tairova na Osvobozené. Na založení se podíleli rovněž Jindřich Honzl a Emil František Burian, v tu dobu spíše jako skladatel, hudebník, zpěvák a herec. Část souboru pod Frejkovým vedením vystoupila poprvé na dobročinném večeru v Bratislavě 17. října 1925. Druhá část předvedla v Teplicích realisticky pojatou inscenaci Periferie Františka Langera v režii bratří Rádlových. Koncem roku 1925 se skupině podařilo získat možnost vystupovat v divadelním sále vhodném pro moderní produkci pod hlavičkou Divadla mladých Vzdělávacího spolku vyšehradského. Pod režií Jiřího Frejky předvedli v rámci silvestrovského komponovaného večera ukázku experimentálního herectví s důrazem na zvukovou stránku slova ve spojení se scénickými prvky. V lednu 1926 byla s velkým úspěchem uvedena Aristofanova hra Když ženy něco slaví (originální název Ženy o Thesmoforiích), v níž v němých rolích vystoupili Karel Teige a Vítězslav Nezval, hlavní hvězdy Devětsilu.
Právo provozovat vlastní amatérské divadlo bylo získáno prostřednictvím Jindřicha Honzla na základě dohody mezi skupinou Jiřího Frejky a divadelní sekcí Devětsilu v únoru 1926. Členy Osvobozeného divadla se stali herci Divadla mladých, funkci dramaturga zastával Vítězslav Nezval, lektora Karel Teige. Připojil se také skladatel a hudebník Emil František Burian. Prvním představením bylo obnovené provedení hry Cirkus Dandin v prostorách divadla Na Slupi. Pro novou sezónu se na podzim 1926 členy souboru stali Jiří Voskovec, Jan Werich, Miloš Nedbal a další, ale část herců dříve spojených s Frejkou odešla do jiných divadel. Osvobozené divadlo získalo možnost stálého provozu v sále Umělecké besedy na Malé Straně, ale mezi Honzlem a Frejkou narůstaly rozpory, které vyplývaly z jejich rozdílných názorů na uměleckou práci i úlohu divadla ve vztahu k divákovi. Přerostly v osobní nevraživost a vedly na jaře roku 1927 k odchodu Jiřího Frejky a s ním sympatizující části souboru. Frejka s Burianem, Milošem Hlávkou, bratry Emanem a Josefem Trojanovými, Lolou Skrbkovou a Hugem Sklípkou a založili divadlo Dada. Tím skončila i spolupráce s Devětsilem. V dubnu se konala premiéra hry Jeana Cocteaua Svatebčané na Eiffelce, jejíž absurdní humor přijali diváci s nadšením. Úspěch měla i další představení v režii Jiřího Frejky (např. komická zpěvohra Mistr Ipokras – mastičkář drkolenský), jejichž součástí byl voiceband řízený E. F. Burianem. Frejkovi se po řadě jednání podařilo získat pro Dada status profesionální divadelní scény, jejíž repertoár měl být orientován na politický kabaret a satiru. Divadlo zahájilo pravidelný provoz v prosinci 1927 dada-revuí Dona Kichotka v rekonstruovaných prostorách Na Slupi. Přestože si experimentální představení postupně získávala okruh příznivců, ocitlo se divadlo ke konci sezóny před finančním krachem. Činnost divadla Dada zanikla v červnu 1928. V tomto období získával Frejka zkušenosti v zahraničí (Německo, Francie), rozvíjel osvětovou činnost, zabýval se divadelní teorií.
Na konci roku 1928 Frejka získal vlastní divadelní koncesi. Založil nové divadelní družstvo a pomocí vlivných kontaktů se mu podařilo shromáždit potřebný kapitál pro založení profesionálního divadla. Moderní studio, jehož vedoucími osobnostmi byli Jiří Frejka, E. F. Burian a Miloš Hlávka, bylo otevřeno počátkem února 1929 v sále Umělecké besedy. Experimentální charakter divadla se projevoval v zavádění nových scénických postupů i v oblasti dramaturgie. Jako režisér klad velký důraz na pohybovou a hudební složku představení a jevištní stylizaci, jejichž pomocí dosahoval poetického účinku. Ne vždy byly tyto záměry přijaty kladně ze strany obecenstva a kritiky, jako například v Shakespearově hře Romeo a Julie. Hlavní cestou pro získání diváků se pro Frejku a Hlávkou stalo příznivé přijetí jejich představení kritiky, a proto směřovali repertoár divadla k méně avantgardní dramaturgii. E. F. Burian se na tomto trendu nechtěl podílet a divadlo opustil. Moderní studio se dostalo do finančních potíží a zaniklo na konci léta 1929.

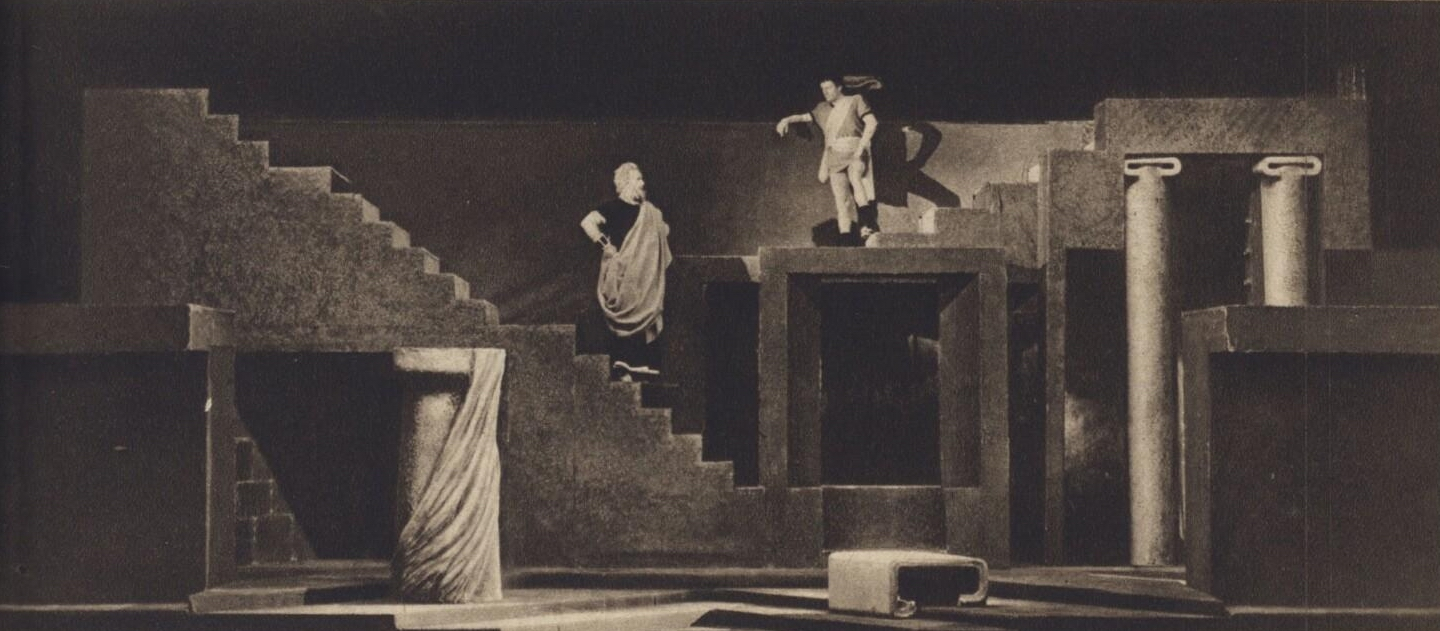
Gygův prsten, režie Jiří Frejka, scéna Jiří Trnka, Národní divadlo 1944

### Práce v Národním divadle a válečná léta (1930–1945)
Jiří Frejka našel uplatnění jako asistent režiséra Karla Hugo Hilara v Národním divadle. První příležitost k samostatné práci dostal ve Studiu činohry, které bylo zřízeno jako zkušební scéna Národního divadla pro mladé herce. Frejka zde ve třech inscenacích uplatnil nový režisérský přístup a avantgardní stylizační postupy spojil s tradiční českou hereckou školou. Vyzkoušel možnosti scénické poezie, lyrický básnický tet byl doplněn hudbou a tancem. Příkladem se stala hra Julie aneb Snář francouzského surrealistického dramatika Georgese Neveuxe, kterou ocenila především odborná kritika. Činnost Studia byla pro nezájem publika ukončena v roce 1933. V letech 1931 a 1932 Frejka režíroval ve Stavovském divadle dvě hry Vítězslava Nezvala, a to Schovávaná na schodech (adaptace Calderónovy komedie) a Milenci z kiosku.
Řádným režisérem byl jmenován až v roce 1932 a jeho první inscenací přímo na jevišti Národního divadla se stalo drama F. X. Šaldy Zástupové. Jako nastupující režisér musel často spolupracovat i na komerčních titulech. Frejka byl stoupencem angažovaného divadla, které se podílí na výchově diváka a je uměleckým odrazem společenské a politické atmosféry. Pod dojmem z účasti na Moskevském divadelním festivalu v roce 1934 usiloval o propojení divadla s co nejširším okruhem diváků a posílení jeho společenské funkce. Dříve používané avantgardní postupy na scéně Národního divadla ustoupily do pozadí, i když se je snažil zachovat. V sezóně 1934–35 dostal Frejka k nastudování klasickou Aristofanovu hru Ptáci, v níž se mu podařilo plně realizovat představu syntetického divadla. Umělecké kvality představení byly oceněny kritikou, ale publikum příliš nezaujalo. V repertoáru ND se udržela pouze jeden týden.
Po Hilarově smrti v roce 1935 dostával Frejka od nového ředitele Otokara Fischera stále více režijních příležitostí. Postupně si získával jméno mezi divadelníky a v roce 1935 byl zvolen členem výtvarného sdružení Mánes. Byly mu svěřovány inscenace s jeho oblíbenou tematikou lidové vzpoury, moderního hrdinství, generačních sporů nebo vztahu člověka k společenskému řádu. Jednou z nejlepších Frejkových režií na scéně Národního divadla se stalo drama Vzbouření na vsi (Fuente Ovejuna) španělského autora Lope de Vegy, které mělo premiéru 3. října 1935. Od této hry se datuje Frejkova dlouholetá spolupráce s mladým architektem a scénografem Františkem Trösterem. Mezi další významné inscenace z předválečných let patří Shakespearova tragédie Julius Caesar (1936), Gogolův Revizor (1936), Puškinův Boris Godunov (1937) nebo komedie Jak se vám líbí Williama Shakespeara (1937). Z dalších režií, při kterých se Frejka vrátil ke své koncepci poetického divadla, lze uvést Paní Studánku S. J. Hsiunga (1937), Očarovaný život Jeana Cocteaua (1937), Shakespearova Romea a Julii (1938) nebo Ostrovského Les (1939). Jednou z posledních předválečných inscenací byl politicky provokativní Hilbertův Falkenštejn, v níž se Františku Tröstrovi pomocí kinetiky a světla ve scénickém prostoru podařilo vytvořit působivou jevištní atmosféru.
Stálé angažmá se projevilo na zlepšení finančního zajištění, což mu umožnilo uspořádat si soukromý život a oženit se s historičkou umění Olgou Vaňkovou. Jejich soužití skončilo v roce 1941, když Frejka navázal milostný poměr s choreografkou Dagmar Vondrovou. V červnu 1942 se vzali a 9. února 1943 se jim narodil syn Jiří Jaromír. Jejich druhým domovem se stala nová rekreační chata, kterou Frejka nechal postavit ve Vráži u Písku.
V období protektorátu se dramaturgie Národního divadla musela přizpůsobit požadavkům německé cenzury a stejně jako jiné české scény byla omezována různými byrokratickými zásahy. Také Frejka musel ve volbě repertoáru činit mnohé kompromisy, především kvůli své pověsti avantgardního umělce. V této době nastudoval několik her ve stylu komedie dell′arte, které mu umožňovaly uplatnit na scéně český humor, satiru a parodii: Molièrův Amfitryon (1939), Sheridanova Škola pomluv (1940) nebo Goldoniho Lhář (1941). Tato veselohra, uvedená pod názvem Benátská maškaráda, s hudbou Miloslava Ponce a ve scénickém provedení Jiřího Trnky si získala velkou oblibu u obecenstva a na repertoáru vydržela až do uzavření divadel v roce 1944.
Jeho adaptace klasické Aristofanovy hry Lišák Pseudolus, uvedená na jaře 1942, byla napadena fašistickým tiskem a Frejka pod tlakem přijal režii několika problematických inscenací (Nebeský statek Hermana Heinze Ortnera, Caesar Františka Zavřela). V časopise Národní divadlo pak publikoval článek Vyšší pojetí politického dramatu v Říši. Tyto počiny byly v poválečném období a zejména pak po roce 1948 pokládány za důkaz Frejkovy nespolehlivosti. Vzniklo však i několik vynikajících inscenací, především Klicperova komedie Zlý jelen, která měla premiéru v prosinci 1942. Citlivé propojení všech divadelních prostředků (scéna Jiřího Trnky, hudba Václava Trojana, choreografie Dagmar Vondrové) vytvořilo atmosféru českého lesa a Frejkova dětství v outěchovické myslivně. Hra měla velký úspěch u diváků i kritiky, která ocenila její uměleckou úroveň a herecké výkony. Sezóna 1943–44 byla zahájena Frejkovou inscenací Tylova Strakonického dudáka, na které spolupracoval stejný tvůrčí tým. Další uváděné hry v sobě nesly téma protestu a naděje na svobodu (F. Hebbel: Gygův prsten, V. Renč: Císařův mim, S. Lom: Člověk Odysseus).
Před totálním nasazením v roce 1944 jej pomohl ochránit Miloš Havel, stejně jako další české divadelníky a pracovníky kultury (mj. František Salzer, Jan Škoda, Antonín Kurš aj.). Po uzavření divadel v září 1944 podepsal Frejka pracovní smlouvu s nakladatelstvím Ultraphon na funkci redaktora a uměleckého vedoucího sbírky Divadelní profily. Cílem edice bylo zaznamenat na zvukové nosiče ukázky s hlasy herců v různých představeních doplněné hudebními skladbami. Některé z nich si získaly značnou popularitu, například barkarola z veselohry Benátská maškaráda, kterou zpíval Eduard Kohout. Pokoušel se také prosadit u filmu jako scenárista, ale jedinou realizovanou adaptací jeho scénářů se stal animovaný film Jiřího Trnky Zakletý myslivec (1948).
Obtížné podmínky válečného období se projevily na Frejkově zdraví. K častým bolestem hlavy, které ho sužovaly už od začátku třicátých let se přidaly psychické potíže. Pomáhal si konzumací léků, které užíval ve stále větším množství. V závěru války se aktivně zapojil do akcí na osvobození Prahy během květnového povstání.

### Poválečná činnost a závěr života (1945–1952)
Po skončení války byl Jiří Frejka jmenován uměleckým ředitelem divadla na Královských Vinohradech (23. srpna 1945), které se v rámci reorganizace československého divadelnictví stalo součástí Městských divadel pražských (MDP). Z Národního divadla s ním na nové působiště přešel scénograf František Tröster a choreografka Dagmar Vondrová, tvůrčí tým posílil hudební skladatel Jan F. Fischer a mladý dramaturg Karel Kraus. Frejka se zaměřil především na vybudování kvalitního hereckého souboru a sestavení dramaturgického plánu. Jeho cílem bylo vytvořit z MDP scénu, která by oslovila co nejširší veřejnost a formovala její kulturní profil. Divákům z řad pracujícího lidu chtěl poskytnout umělecky hodnotný program. K realizaci tohoto záměru organizoval osvětovou kampaň nejen v divadle, ale i na zájezdových představeních, v rozhlase a tisku. Měl však i řadu kritiků mezi pracovníky divadla, ale také pražskými politiky, do jejichž kompetence MDP patřila. Sezónu 1945–46 zahájil Na Vinohradech historickou hrou Romaina Rollanda Čtrnáctý červenec, která se však příliš nevydařila. Úspěšnější byla inscenace Molièrova Zdravého nemocného, v níž Frejka dokázal spojit postupy avantgardního divadla s psychologickým herectvím a která dosáhla 103 repríz. K vrcholům Frejkovy režijní práce patří básnická hra Georgese Neveuxe Theseus mořeplavec. V další sezóně zaznamenal největší úspěch Shakespearův Sen noci svatojánské zásluhou nápadité choreografie Dagmar Vondrové, originálního řešení scény Františka Tröstera i velmi dobrých výkonů mladých herců. V roce 1948 Frejka jako režisér uvedl hru A. S. Gribojedova Hoře z rozumu u příležitosti oslav 30. výročí VŘSR. Za jednu z nejvýznamnějších událostí divadelní sezóny byla označována Shawova Svatá Jana. S Jiřinou Štěpničkovou v hlavní roli dosáhla 117 repríz. V sezóně 1948–1949 Frejka repertoár divadla přizpůsobil politické situaci a zaměřil se především na sovětské autory. Poslední Frejkovou inscenací v MDP byl Obrněný vlak V. V. Ivanova v roce 1950, při jejímž nastudování se dostal do velkých konfliktů s některými herci.
Od roku 1946 se jako sympatizant komunistické strany aktivně podílel na politickém životě a v únoru 1947 byl zvolen předsedou Divadelní komise při Ústřední radě odborů. Patřil k iniciátorům proměny českého divadelnictví. V roce 1946 podepsal prokomunistické „Májové poselství kulturních pracovníků českému lidu!“ publikované před volbami do Národního shromáždění v květnu 1946. Tento předvolební manifest podepsalo celkem 843 kulturních pracovníků a komunisté volby vyhráli. Později podepsal prokomunistickou výzvu kulturních pracovníků Kupředu, zpátky ni krok!, jež byla vydána dne 25. února 1948 pro podporu komunistického převratu. V červnu 1948 podal Frejka přihlášku za člena KSČ. Už v létě byl však Frejka veřejně kritizován kvůli dramaturgickému plánu MDP, ve kterém byla opomenuta současná česká a slovanská dramatická tvorba. Divadlo se dostávalo stále více pod ideologickou kontrolu státu. Na konferenci divadelníků v říjnu 1948 byl jeho program velkého básnického divadla ostře kritizován a charakterizován jako formalistický. V politicky zjitřené době se proti Frejkovi postavila odborová organizace MDP, kádrové vedení i stranická organizace. Byla mu vytýkána nespolehlivost v období protektorátu, styky se zahraničím, kariérismus, zanedbávání stranických povinností. V roce 1950 po stranických prověrkách byl Frejka propuštěn z funkce šéfa činohry. Spolu s ním odešla z divadla i Dagmar Vondrová, ale jejich vztah procházel krizí kvůli novému vztahu s herečkou Jaroslavou Adamovou.  
Poznání, že se dostal do procesu masových perzekucí prováděných komunistickou stranou, Frejkovi způsobilo zhoršení zdravotního stavu. Kromě jiných nemocí ho trápily úporné bolesti hlavy a těžké deprese. Užíval velké množství léků a poprvé pomýšlel na sebevraždu. Na přímluvu svých přátel Václava Jaroše, intendanta pražských divadel a Vítězslava Nezvala získal zaměstnání v Divadle čs. státního filmu v Karlíně, kde byl 1. února 1951 jmenován šéfrežisérem. Jeho záměrem bylo vybudovat moderní divadlo hudební komedie a her se zpěvy a tanci vysokých uměleckých kvalit. Opíral se o myšlenky sovětského teoretika hudebního divadla Němiroviče-Dančenka, přičemž důraz kladl na zpívající herce, kteří ovládali činoherní herectví, zpěv i tanec. Frejka si v divadle vytvořil nový pracovní tým, se kterým realizoval divácky úspěšná představení. Svou činnost zahájil inscenací Nebe na zemi, převzatou z repertoáru Osvobozeného divadla, která byla upravena do podoby muzikálu. V roce 1951 dosáhla největší ohlas klasická hra J. K. Tyla Paní Marjánka, matka pluku s Vlastou Burianem v roli Sekáčka. Poslední Frejkovou inscenací byla veršovaná hudební komedie Vítězslava Nezvala Schovávaná na schodech, která se však kvůli svému tématu z prostředí španělské šlechty stala terčem kritiky. Premiéra se konala 14. října 1952.

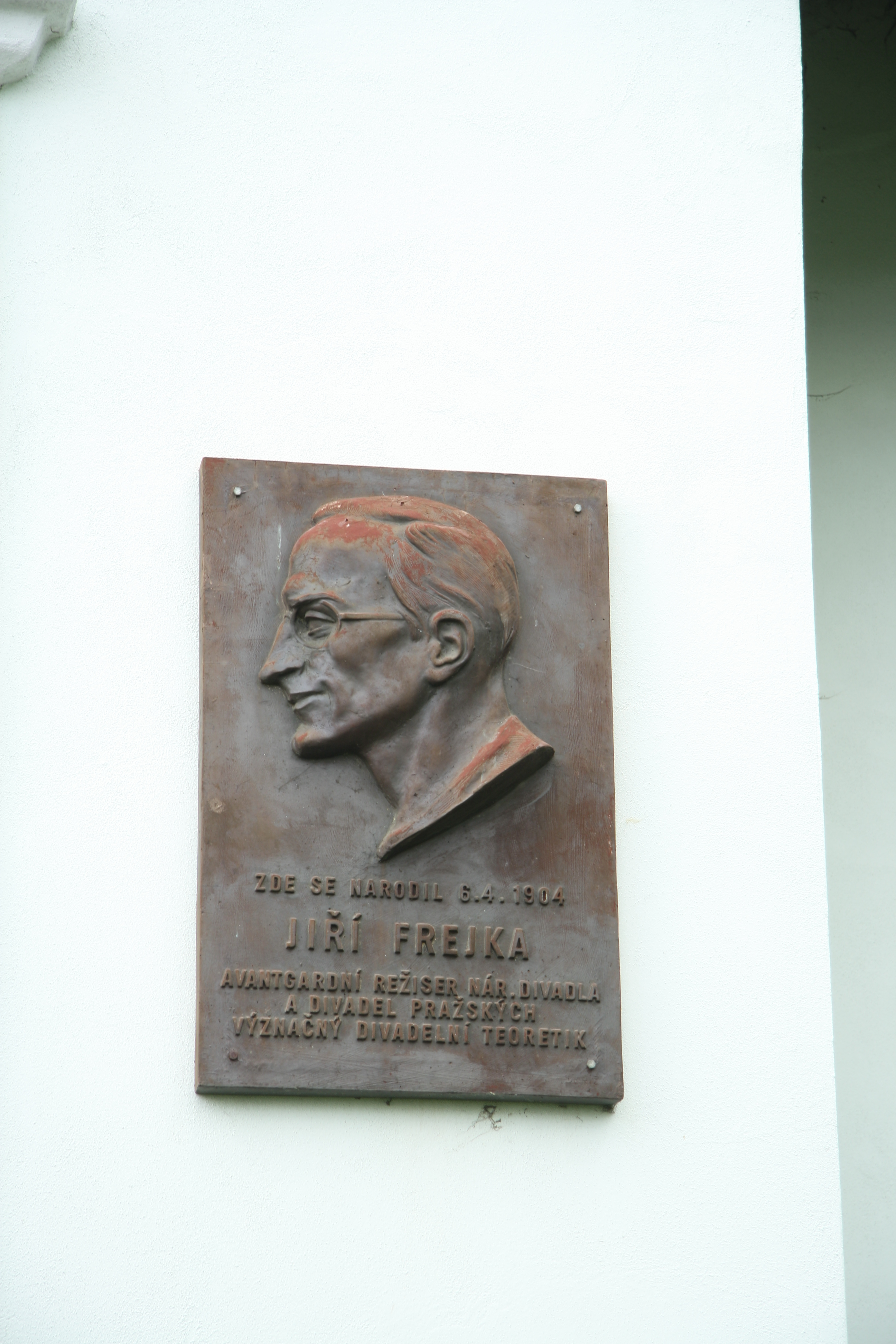
Pamětní deska na rodném domě v Útěchovicích

Karlínské divadlo se především Frejkovou zásluhou stalo jednou z nejkvalitnějších divadelních scén této doby. V roce 1952 však i zde čelil kritice z důvodů údajného pokusu o potlačování klasické operety a její nahrazování činohrou se zpěvy. Hrozilo mu propuštění z divadla, které mohlo znamenat jeho úplné umlčení.
Dne 16. října 1952, po generální zkoušce Nestroyovy komedie Lumpacivagabundus, se Frejka ve své kanceláři smrtelně postřelil vlastní krátkou loveckou puškou. Zemřel o několik dní později, pohřeb se konal 6. listopadu 1952 ve strašnickém krematoriu. O důvodech sebevraždy se spekulovalo, uváděly se zdravotní potíže, drogy, láska nebo politika. Bezprostředním motivem mohl být strach ze zatčení. Neunesl stupňující se politický tlak, omezování tvůrčí svobody i obavu ze ztráty zaměstnání. Pohřben byl v urnovém háji strašnického krematoria.
Za několik měsíců poté zemřel po nezdařené operaci slepého střeva i jeho malý syn Jiří (9. července 1953). V reakci na tuto událost Frejkova žena, choreografka Dagmar Vondrová-Frejková spáchala spolu se svou matkou sebevraždu (otrava plynem).
V dalších letech byl Frejka z divadelní historie zcela vymazán. Teprve v roce 1961 Antonín Dvořák v knize Trojice nejodvážnějších postavil Frejku po bok významných režisérů českého avantgardního divadla Jindřicha Honzla a Emila Františka Buriana. K desátému výročí jeho smrti byla uspořádána výstava Jiří Frejka a naše divadelní avantgarda. Jeho význam pro rozvoj českého divadla byl objektivně zhodnocen až po roce 1989.

## Pedagogická činnost
Frejka se zajímal o problematiku českého divadelního školství již od začátku třicátých let. Měl výhrady k zastaralému systému výuky na pražské konzervatoři a uvažoval o zřízení speciální školy, která by vychovávala herce nového typu a byla propojena s akademickou scénou, kde by studenti získávali praktické zkušenosti s moderním divadlem. V roce 1932 v článku Což myslit na školu? představil návrh na reformu dramatické konzervatoře.
V roce 1941 podal Frejka na zemský úřad žádost o povolení soukromého divadla s názvem Činoherní studio, které mělo být součástí soukromé školy pro výchovu herců. Byla podložena detailně zpracovanými studijními plány, učebními osnovami a seznamem vyučujících. Poté, co byl jeho záměr zamítnut, přijal Jiří Frejka místo profesora dramatického oddělení konzervatoře, kde nové vedení přikročilo ke změnám v koncepci školy. Podařilo se mu prosadit zřízení zkušební scény v Divadle Na Slupi, ve které se od října 1943 konala představení studentů vyšších ročníků pod jeho odborným vedením.
V roce 1945 se výrazně podílel na založení Akademie múzických umění. Zde se stal prvním děkanem divadelní fakulty (v letech 1946–1948) a v období 1948 až 1949 byl i rektorem AMU. V souvislosti s politickými čistkami mu hrozilo propuštění, a proto v roce 1951 předložil návrh na vytvoření katedry hudební komedie, který se však nepodařilo uskutečnit pro nesouhlas ministra Zdeňka Nejedlého. V roce 1952 musel Frejka školu opustit kvůli svým kritickým názorům na úroveň pražského divadelnictví. Záminkou se stal článek, který podle jeho poznámek napsal do novin student DAMU Jaroslav Šoustal.

## Publikační činnost
Společně s prací divadelního režiséra rozvíjel Frejka svou teoretickou a publikační činnost, která mu mnohdy poskytla existenční zajištění. Začínal jako recenzent v roce 1922 na stránkách novin, časopisů a uměleckých revuí, např. Pásmo, Host, Avantgarda nebo Tam-tam. Od léta 1926 až do počátku roku 1929 byl pravidelným kulturním referentem v deníku Národní osvobození. Během svého života publikoval Frejka zhruba 200 divadelních kritik. Zajímal se také o filmovou tvorbu, zejména v souvislosti s nástupem zvukového filmu. V roce 1929 uveřejnil v Přítomnosti článek na toto téma.
Po náhlé smrti své přítelkyně, mladé herečky Jarmily Horákové zorganizoval na základě jejích deníkových záznamů v roce 1928 vydání pamětního sborníku Památník Jarmile Horákové. V roce 1929 vydal v nakladatelství Melantrich jedno z prvních pojednání o hereckém umění s názvem Člověk, který se stal hercem. Články, studie a příspěvky zabývající se teorií divadla zveřejňoval v Peroutkově Přítomnosti nebo v kritickém měsíčníku Listy pro umění a kritiku. Ve třicátých letech vyšly knižně jeho studie Hilar v práci a Živé divadlo. Nad vztahem divadla a obecenstva, posláním Národního divadla, ale také organizací systému divadel v Československu se zamýšlel v eseji O divadlo vskutku národní, která byla vydána v roce 1939. Kniha Smích a divadelní maska z roku 1942 je věnována komedii dell’arte, jejím postavám a humoru. Pod hlavičkou Umělecké besedy, se kterou spolupracoval již od počátku třicátých let, vydal knihu Jevištní řeč a verš tragédie (1944). Mezi zásadní knihy teorie divadla a divadelní interpretace lze počítat soubor sedmi statí vydaných v roce 1945 pod názvem Železná doba divadla. Divadlo mělo být podle jeho přesvědčení aktivním činitelem, který specifickými prostředky pomáhá vytvářet moderního člověka. Ve svých literárních dílech popsal své názory na divadlo i na herectví, tyto knihy byly často v rozporu s tím, co požadovalo socialistické divadlo, a jelikož J. Frejka nebyl příliš ochotný tyto názory měnit, docházelo ke konfliktům, které nakonec vedly k jeho propuštění z AMU.
V období protektorátu Frejka vydal dvě vzpomínkové knihy: Deník Jarmily Horákové (1940), která se stala významným příspěvkem k dějinám českého divadla, a Outěchovice (1942), v níž se vrátil do míst svého dětství. Soubor povídek s názvem Myslivecké povídačky byl vydán až posmrtně v roce 1964.

## Divadelní režie, výběr

### Divadlo na Vinohradech
- 1945 Romain Rolland: 14. červenec
- 1946 Molière: Zdravý nemocný
- 1946 Georges Neveux: Theseus mořeplavec
- 1946 William Shakespeare: Macbeth
- 1946 Plautus: Tlučhuba
- 1947 William Shakespeare: Sen noci svatojánské
- 1948 G. B. Shaw: Svatá Jana
- 1948 Stanislav Lom: Děvín
- 1949 Sergej Prokofjev: Péťa a vlk
- 1949 William Shakespeare: Veselé paničky windsorské
- 1950 V. Ivanov: Obrněný vlak

### Národní divadlo
- 1929 Marcel Achard: Marcelina, Stavovské divadlo
- 1932 Vítězslav Nezval: Milenci z kiosku, Stavovské divadlo
- 1932 F. X. Šalda: Zástupové, Národní divadlo
- 1934 Aristofanes: Ptáci, Národní divadlo
- 1935 Lope de Vega: Vzbouření na vsi (Fuente Ovejuna), Stavovské divadlo
- 1937 A. S. Puškin: Boris Godunov, Národní divadlo
- 1937 Jean Cocteau: Očarovaný život, Stavovské divadlo
- 1938 Jaroslav Hilbert: Falkenštejn, Stavovské divadlo
- 1942 Plautus: Lišák Pseudolus, Prozatímní divadlo
- 1943 Stanislav Lom: Člověk Odysseus, České národní divadlo
- 1943 J. K. Tyl: Strakonický dudák, Národní divadlo

### Další divadla
- 1926 Molière: Cirkus Dandin, Osvobozené divadlo
- 1927 Václav Lacina: Třetí zavěšení Visacího stolu, Divadlo Dada
- 1927 Kolektiv: Dona Kichotka, Divadlo Dada
- 1928 J. M. Synge: Hrdina západu, Divadlo Dada
- 1928 E. F. Burian: Mistr Ipokras, Divadlo Dada
- 1928 Sofoklés: Král Oidipus, Divadlo Dada
- 1929 Hans Sachs, E. F. Burian: O muži, který vysedával telata, Moderní studio
- 1929 Jamada Kakaši: Hra o Asagao, Moderní studio
- 1929 Eurípidés, M. Hlávka: Kyklops, Moderní studio
- 1929 W. Shakespeare, M. Hlávka: Romeo a Julie, Moderní studio
- 1929 Brandon Thomas: To se řekne neboli Charleyova teta, Moderní studio
- 1929 E. F. Burian: Mastičkář, Moderní studio
- 1929 K. H. Mácha: Máj, Moderní studio
- 1950 V+W: Nebe na zemi, Divadlo čs. státního filmu
- 1952 Vítězslav Nezval: Schovávaná na schodech, Divadlo hlavního města Prahy

## Osobnosti českého divadla a kultury o Jiřím Frejkovi
- Svatopluk Beneš: „O hercích se říká, že žijí divadlem. Ale neplatí to jen o hercích. Ředitel Frejka jím byl doslova posedlý. V kanceláři jste ho mohli najít i večer, totiž hlavně večer, protože během dne většinou režíroval. Nic mu neuniklo. Co chvíli si odskočil do tmy hlediště. Nikdy jsme si nebyli jisti, zda nás jeho oči nesledují. Disciplína všech složek tak byla zajištěna. Ne každému je kázeň vlastní. Frejka divadlo opouštěl až po stažení opony.“[52]
- Bohumil Bezouška: „Frejka byl menší postavy, měl hezký pobledlý intelektuálský obličej, ozdobený brýlemi se zlatými obroučkami, chodil vždy dobře oblečen. Velice rád nosil zelený lodenový myslivecký kabát s patřičným kloboukem a žlutou bambusovou vycházkovou hůl. To bylo dědictví z rodných Útěchovic na Pacovsku, kde byl jeho otec vyšším lesním úředníkem… Takto oblečenému Frejkovi jsme říkali ve škole "fořt" a dělali si z něj legraci, že chodí "na šoulačku". Miloval lesy skoro jako divadlo, a když inscenoval Klicperovu veselohru z mysliveckého světa Zlý jelen, bylo na každé maličkosti znát, že režisér i myslivecký poradce jedno jsou. Frejka svým vnějškem nepůsobil vůbec jako divadelník, spíš byste asi hádali na nějakého ministerského úředníka. Jakkoliv však nevypadal, byl to pan režisér.“[53]
- Ladislav Boháč: „Některé Frejkovy obrazy se mi ještě dnes vybavují jako něco až neskutečného, tak byly pronikavě působivé. Frejka dovedl ze zkratkovitých Puškinových výjevů vyloupnout s nevšedním zdarem jiskřící dramatické napětí. Vidím ho, jak u režijního stolku ani chvilku neposedí, hned vstává, hned si zase sedá, a už zase přichází k herci, řekne nějakou připomínku nebo mu něco pošeptá a jde si opět sednout s tou svou neodmyslitelnou lulkou v ústech.“[54]
- Vladimír Hlavatý: „Potkal jsem ho na chodbě školy krátce po svém odchodu z Vinohrad. Rozpřáhl ruce, "co jste mi to udělal, já s vámi počítal", a já jsem mu řekl, že by bylo všechno jiné, kdybych byl věděl, že tam nastoupí   . Je to marné, Frejka byl oprávněným dědicem a nástupcem Hilarovým, s osobitým názorem na divadlo i způsobem práce s hercem, a s úžasnými výsledky. Udržel se na Vinohradech až do doby, kdy nás převzala armáda.“[55]
- Vítězslav Nezval: „A vzpomínka na poslední dny Frejkova života, kdy podlehl štvanici nehodných lidí a stihomamu, který na něho padl na konci této štvanice, je mi výstrahou, že je nutno se bránit proti zlu, ať v své podlosti bere na sebe jakékoliv formy. Každý člověk se může mýlit a podléhá kritice, z otravování lidských duší je však nutno vyvodit důsledky.“[56]
- Ladislav Pešek: „Když v roce 1945 vyštvali Frejku z Národního divadla, žádal mne, abych šel za ním spolu s Neumannem a Pivcem na Vinohrady. Že se potřebuje opřít o naši práci. Dělali jsme všechno pro to, aby se vrátil zpět, na scénu Národního divadla, ale za ním jsme nešli. V roce 1952, v říjnu, kdy umíral v nemocnici po ráně, kterou proti sobě vypálil z lovecké pušky, mi vzkázal, abych za ním přišel, že mi musí něco říci. Přišel jsem, ale pozdě. Jiří Frejka byl mrtev. Dodnes cítím výstřel toho uštvaného osmačtyřicetiletého člověka jako svou osobní tragédii. Chci o tom znovu přemýšlet. Dopovědět mrtvému Jiřímu Frejkovi, co jsem mu nestačil říci za jeho života. Chci se v tom vyznat. Proto musím hledat v minulosti, vzpomínat.“[57]
- Bořivoj Srba: „Frejkovy nejlepší inscenace na scéně Národního divadla byly za okupace tím jediným, co se z moderního avantgardního umění na scéně Národního divadla i v této době udrželo. Ideově a umělecky vysoko převyšovaly běžnou inscenační produkci českých oficiálních divadel těch let a zřetelně narušovaly jejich uměleckou konvenci. Některé z nich, např. Císařův mim, Strakonický dudák, Gygův prsten, Benátská maškaráda, Lišák Pseudolus, Zlý jelen, Zimní pohádka, se řadily k tomu nejlepšímu, co Frejka kdy vytvořil. Především díky jim se v Národním divadle i za okupace uskutečňoval jistý pozitivní vývoj, na který bylo možno navázat i po skončení války a osvobození Československé republiky.“[58]